# Bellaspira
Bellaspira é um gênero de gastrópodes pertencente a família Drilliidae.

## Espécies
- Bellaspira acclivicosta McLean & L. Poorman, 1970[2]
- Bellaspira amplicostata Fallon, 2016
- Bellaspira aurantiaca Fallon, 2016
- Bellaspira barbadensis Fallon, 2016
- Bellaspira clarionensis McLean & L. Poorman, 1970[3]
- Bellaspira grippi (Dall, 1908)[4]
- Bellaspira hannyae (De Jong & Coomans, 1988)
- Bellaspira margaritensis McLean & L. Poorman, 1970[5]
- Bellaspira melea Dall, 1919[6]
- Bellaspira minutissima Fallon, 2016
- Bellaspira pentagonalis (Dall, 1889)[7]
- Bellaspira rosea Fallon, 2016
- Bellaspira stahlschmidti Fallon, 2016
- Bellaspira tricolor Fallon, 2016
- † Bellaspira virginiana (Conrad, 1862)

Espécies trazidas para a sinonímia
- Bellaspira brunnescens (Rehder, 1943):[8] sinônimo de Fenimorea moseri (Dall, 1889)
- Bellaspira grimaldii (Dautzenberg, 1889):[9] sinônimo de  Amphissa acutecostata (Philippi, 1844)
- Bellaspira pentapleura Schwengel, 1940: sinônimo de Bellaspira pentagonalis (Dall, 1889)
- Bellaspira rigida (Reeve, 1846):[10] sinônimo de Haedropleura septangularis (Montagu, 1803)
- Bellaspira rufa (Montagu, 1803): sinônimo de  Propebela rufa (Montagu, 1803)
- Bellaspira septangularis (Montagu, 1803)  sinônimo de  Haedropleura septangularis (Montagu, 1803)